# Tahumming River
Tahumming River är ett vattendrag i Kanada.   Det ligger i Powell River Regional District och provinsen British Columbia, i den sydvästra delen av landet, 3 600 km väster om huvudstaden Ottawa.
Trakten runt Tahumming River är nära nog obefolkad, med mindre än två invånare per kvadratkilometer.